# Дориа

Герб семьи Дориа

Дориа (итал. Doria) — влиятельный аристократический род, игравший важнейшую роль в Генуэзской республике с XII по XVI века — наряду с такими фамилиями, как Фиески, Спинола и Гримальди.
Первые упоминания фамилия Дориа в генуэзских документах относятся к XII веку. Наиболее вероятными родоначальниками были землевладельцы из Лигурии или Прованса. В 1134 году Ансальдо Дориа был избран главой совета Генуи, участвовал в дипломатических и военных миссиях. Его сын Симоне был членом совета республики с 1175 по 1188 годы, а затем стал адмиралом и участвовал в крестовых походах. Один из сыновей Симоне женился на представительнице одного из правящих родов Сардинии, в результате чего Дориа заполучили владения на острове.

Братья Оберто (умер в 1295 году) и Ламба Дориа (1245—1323) были видными адмиралами, героями республики. Оберто Дориа также в течение 15 лет как диктатор правил республикой совместно с Оберто Спинолой, представителем другого влиятельно генуэзского рода. Период их правления называют золотой эрой средневековой Генуи. Влияние семьи Дориа также распространялось на генуэзскую колонию Каффа и Трапезундскую империю. Путешественник и картограф Доменико Дориа был послом Монгольской империи в Европе. 

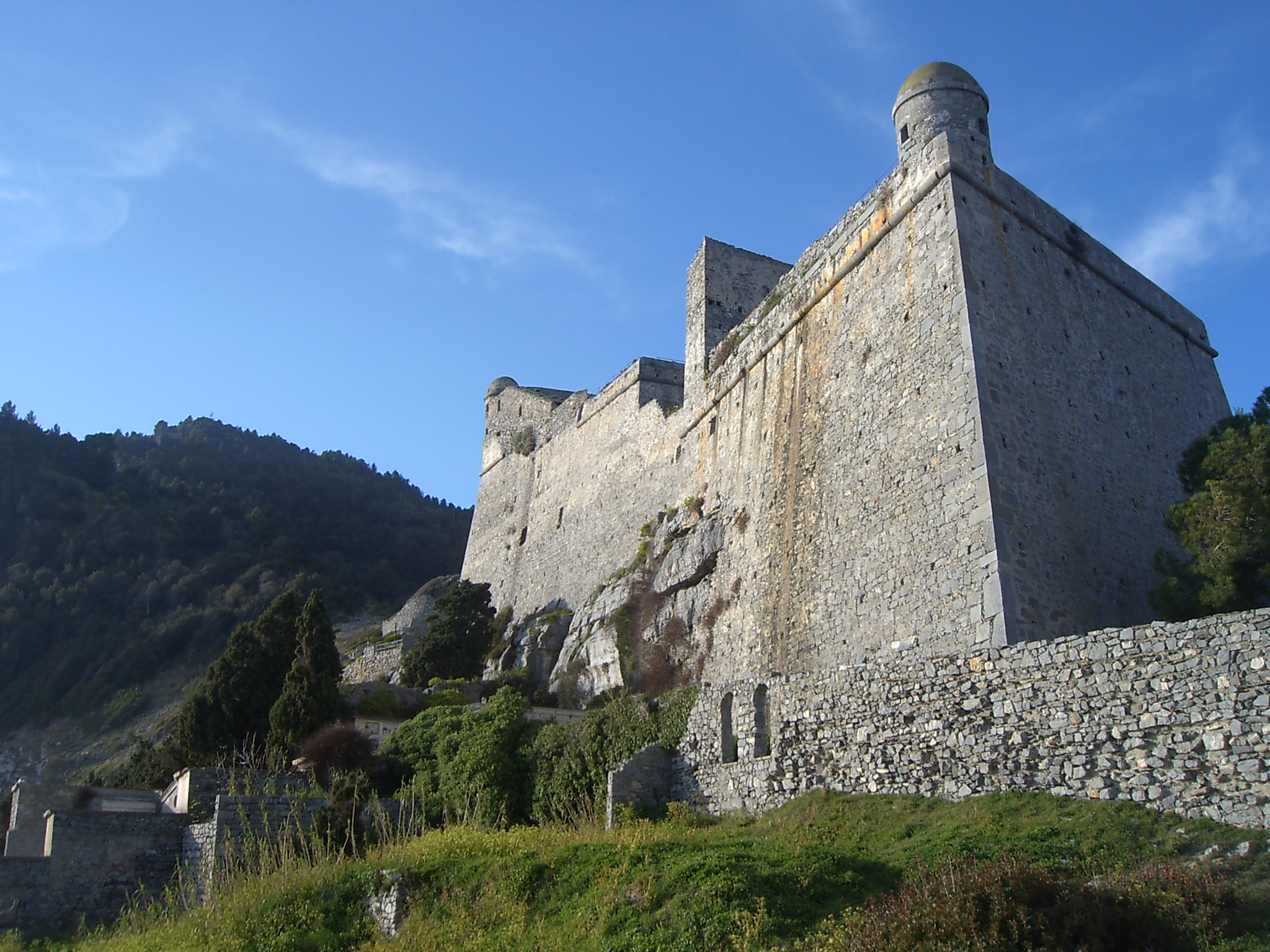
Замок Дориа в Портовенере

После народного восстания в Генуе по примеру Венецианской республики стали править дожи, и с 1339 по 1528 годы представители семьи Дориа не занимали государственных постов, но продолжали играть значительную роль как флотоводцы в морских сражениях (в основном с Венецией). В XVI веке наиболее известный представитель семьи, прославленный адмирал Андреа Дориа (1466—1560), восстановил Генуэзскую республику и фактически стал её правителем.
Не имея собственных детей, Андреа Дориа усыновил своего пасынка Дель Карретто и передал ему принадлежавшее ему княжество Мельфи. Дочь и наследница последнего была назначена в жёны Джованни Андреа Дориа (1539—1606) — внуку одного из двоюродных братьев Андреа Дориа. Джованни Андреа, герцог Турси также прославился как выдающийся флотоводец. Он был одним из командующих антиосманской коалиции в битве при Лепанто (1571), которая развеяла миф о непобедимости турецкого флота.
Потомки Джованни Андреа продолжали княжить в Мельфи и носить двойную фамилию Дель Карретто-Дориа. Они перебрались в Рим, где породнились с «чёрной знатью», включая такие семейства, как Ланди и Памфили (родственники папы Иннокентия X). Последний представитель рода Дориа-Памфили умер в 1958 году, оставив единственную дочь, которая унаследовала палаццо Дориа-Памфили с бесценным художественным собранием (см. галерея Дориа-Памфили). Огромный дворцово-парковый комплекс вилла Дориа-Памфили был в 1965-71 гг. продан государству. После смерти княгини Дориа в 2000 году на продолжение рода претендуют её приёмные дети. С точки зрения генеалогии род считается угасшим.